# Pidreasne, Iavoriv
Pidreasne (în ucraineană Підрясне) este un sat în comuna Reasne-Ruske din raionul Iavoriv, regiunea Liov, Ucraina.

## Demografie
Componența lingvistică a localității Pidreasne
     Ucraineană (99,42%)
     Alte limbi (0,58%)
Conform recensământului din 2001, majoritatea populației localității Pidreasne era vorbitoare de ucraineană (99,42%), existând în minoritate și vorbitori de alte limbi.